# Виктор Габер
Виктор Габер (на македонска литературна норма: Виктор Габер) е виден дипломат и публицист от Северна Македония.

## Биография
Роден е в Скопие, тогава във Федеративна народна република Югославия, в семейството на юриста Стеван Габер и Вера Тутунджиева от Велес, на 8 декември 1948 година.
Основно и средно образование завършва в родния си град. После завършва Юридическия факултет на Скопския университет в 1973 година. Защитава магистърска теза в същия факултет в 1979 година.
Започва работа в югославското външно министерство като втори (1980 - 1981), а след това първи секретар в посолството в Атина (1981 - 1984). После е първи съветник по политическите въпроси в посолството на Федеративна Югославия в Тирана от 1989 до 1993 година.
След разпада на Федеративна Югославия минава на работа в Министерството на външните работи на вече независимата Република Македония. От 1993 до 1996 година. е подсекретар на министерството, после оглавява мисията в Италия от 1996 до 2000 година., като е ръководител и на постоянната мисия на страната в Организацията по прехрана и земеделие, Международния фонд за развитие на селското стопанство и Световната програма по прехраната. От 2004 до 2008 година е посланик в Австралия.
От 2009 година е председател на Дипломатическия клуб в Скопие. Габер е член на Комисията за исторически, археологически и образователни проблеми между Северна Македония и Гърция, формирана в резултат от Преспанския договор в 2018 година.